# Freedom Acres (Arizona)
Freedom Acres es un lugar designado por el censo ubicado en el condado de Gila en el estado estadounidense de Arizona. En el Censo de 2010 tenía una población de 84 habitantes y una densidad poblacional de 18,49 personas por km².

## Geografía
Freedom Acres se encuentra ubicado en las coordenadas 34°19′12″N 111°18′19″O / 34.32000, -111.30528. Según la Oficina del Censo de los Estados Unidos, Freedom Acres tiene una superficie total de 4.54 km², de la cual 4.54 km² corresponden a tierra firme y (0%) 0 km² es agua.

## Demografía
Según el censo de 2010, había 84 personas residiendo en Freedom Acres. La densidad de población era de 18,49 hab./km². De los 84 habitantes, Freedom Acres estaba compuesto por el 95.24% blancos, el 1.19% eran afroamericanos, el 1.19% eran amerindios, el 0% eran asiáticos, el 0% eran isleños del Pacífico, el 0% eran de otras razas y el 2.38% pertenecían a dos o más razas. Del total de la población el 1.19% eran hispanos o latinos de cualquier raza.